# Barış Alper Yılmaz
Barış Alper Yılmaz (nascut el 23 de maig de 2000) és un futbolista turc que juga d'extrem al Galatasaray i a la selecció de Turquia.

## Carrera de club
Va començar a futbol el 2012 al Rize İl Özel İdarespor. El 2017 va ser cedit a l'Ankara Demirspor, un dels equips de la 3a Lliga. Després de jugar-hi durant 3 temporades, va ser cedit a l'Ankara Keçiörengücü, que va ascendir a la 1a Lliga.

### Galatasaray
Es va traslladar al Galatasaray el 9 de juliol de 2021.

## Carrera internacional
Va jugar 3 partits amb la selecció de futbol sub-21 de Turquia i va marcar 1 gol. Va debutar amb la selecció sènior de Turquia en una victòria per 6-0 contra Gibraltar el 12 de novembre de 2021.